# Capa de Daroca
La capa pluvial de Daroca se clasifica como una prenda litúrgica de finales del siglo XIV, aunque se empezó a realizar en los siglos XIII-XIV con seda sobre tela de hilos de oro y el forro de lino. La técnica empleada se llama opus anglicana, que fue una difícil y cara técnica de bordado empleada en Inglaterra durante la Edad Media. 
Esta capa fue donada a la colegiata aragonesa de Daroca por el Papa Luna, aunque actualmente se encuentra en el Museo Arqueológico Nacional de Madrid. Está decorada con escenas del Génesis, aunque de difícil interpretación por su conservación.

## Origen
Actualmente la capa de Daroca se encuentra en el Museo Arqueológico Nacional de Madrid (inventario 52022). A continuación, se realizará un seguimiento de su historia.

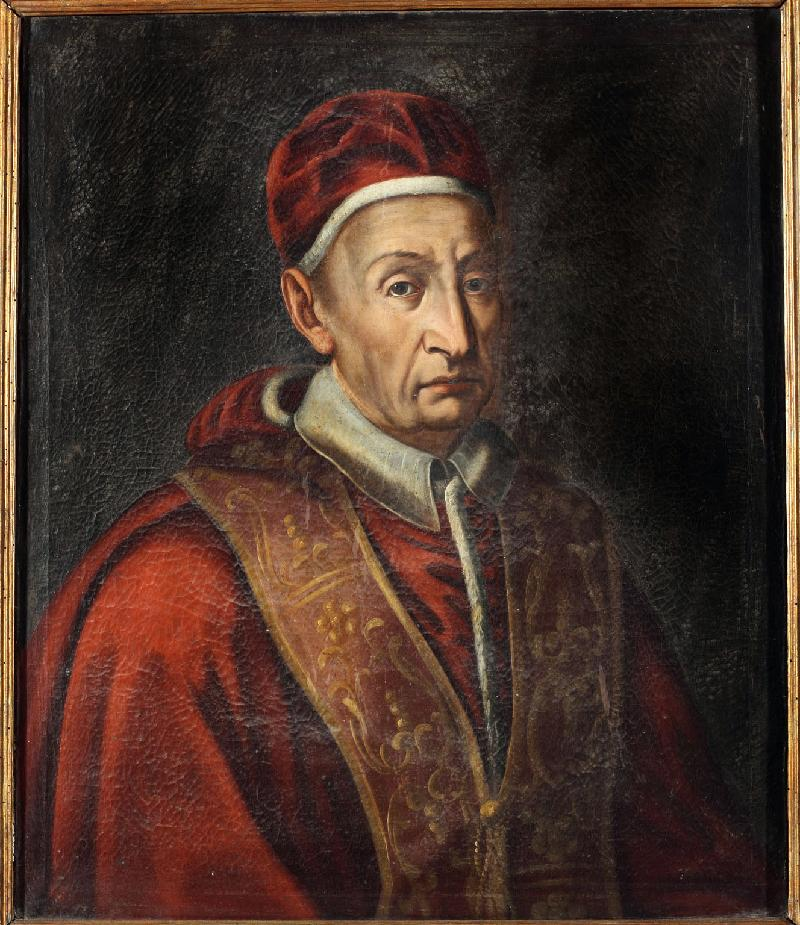
Retrato del Papa Benedicto XIII, también llamado Papa Luna

La capa fue fabricada en Inglaterra a finales del siglo XIII y comienzos del XIV, pasando posteriormente a Aviñón, donde sufre la primera restauración, la cual consistió en añadir el escapulario con la imagen de los santos obispos y reyes. Desde este punto es trasladada a Daroca sobre el año 1395. La colegiata de Santa María de Daroca está directamente vinculada con Benedicto XIII, también conocido como Papa Luna. Debido a su estrecha amistad con el superior de la misma, Francisco Clemente, Papa Luna hizo la donación de dicha capa a Daroca. La capa permaneció en la Colegiata de Santa María hasta 1879, año en el que fue adquirida por José Ignacio Miró, coleccionista aragonés con especial interés en el arte antiguo, además de experto en piedras preciosas. La compra se realizó el 31 de julio de 1879, firmándose el 20 de agosto de ese mismo año.
En 1881, José Ignacio Miró prestó de forma temporal la obra al Victoria & Albert Museum de Londres, para su exhibición en la exposición sobre arte ornamental español y portugués. Gracias al estudio que se realizó en dicho museo, se advirtió del parecido estilístico y técnico de la capa frente a otros ornamentos que fueron bordados en Inglaterra en la Edad Media. Han sido varios los que han atribuido la obra a un origen inglés. En 1890, lo hizo Louis de Farcy, especialista medieval de finales del siglo XIX. Posteriormente, en 1892, en un catálogo de exposición europea de Madrid se habla de su datación (siglo XII) y de la utilización de una técnica de bordado inglesa, denominada opus anglicanum.

## Materiales
Los materiales que se empleaban en la elaboración y confección de este tipo de prendas (textiles litúrgicos) se pueden diferenciar dependiendo del tipo de prenda que sea, por lo que se diferencian dos grupos. En el primer grupo se encuentran los amitos, albas, corporales, hijuelas, palias, purificadores y manteles de altar que posiblemente sean de lino o de cáñamo, mientras que en el segundo grupo se encuentran el manípulo, estola, estolón, tunicela, dalmática, planetas plegadas, casullas, capa pluvial (objeto expuesto), velo humeral, velo de cáliz, de copón y la bolsa de corporales que posiblemente sean de seda por la parte exterior. 
Concretamente la capa de Daroca, que tiene unas dimensiones de 140 cm de altura y 287,50 cm de longitud, emplea telas de plata y de oro y algunos bordados y tejidos de seda con hilos de plata y oro, aunque algunos elementos nombrados anteriormente también se pueden encontrar elaborados con los mismos materiales. A algunas de estas capas, después de ser bordadas, se les podía aplicar una capa de terciopelo.

## Técnica

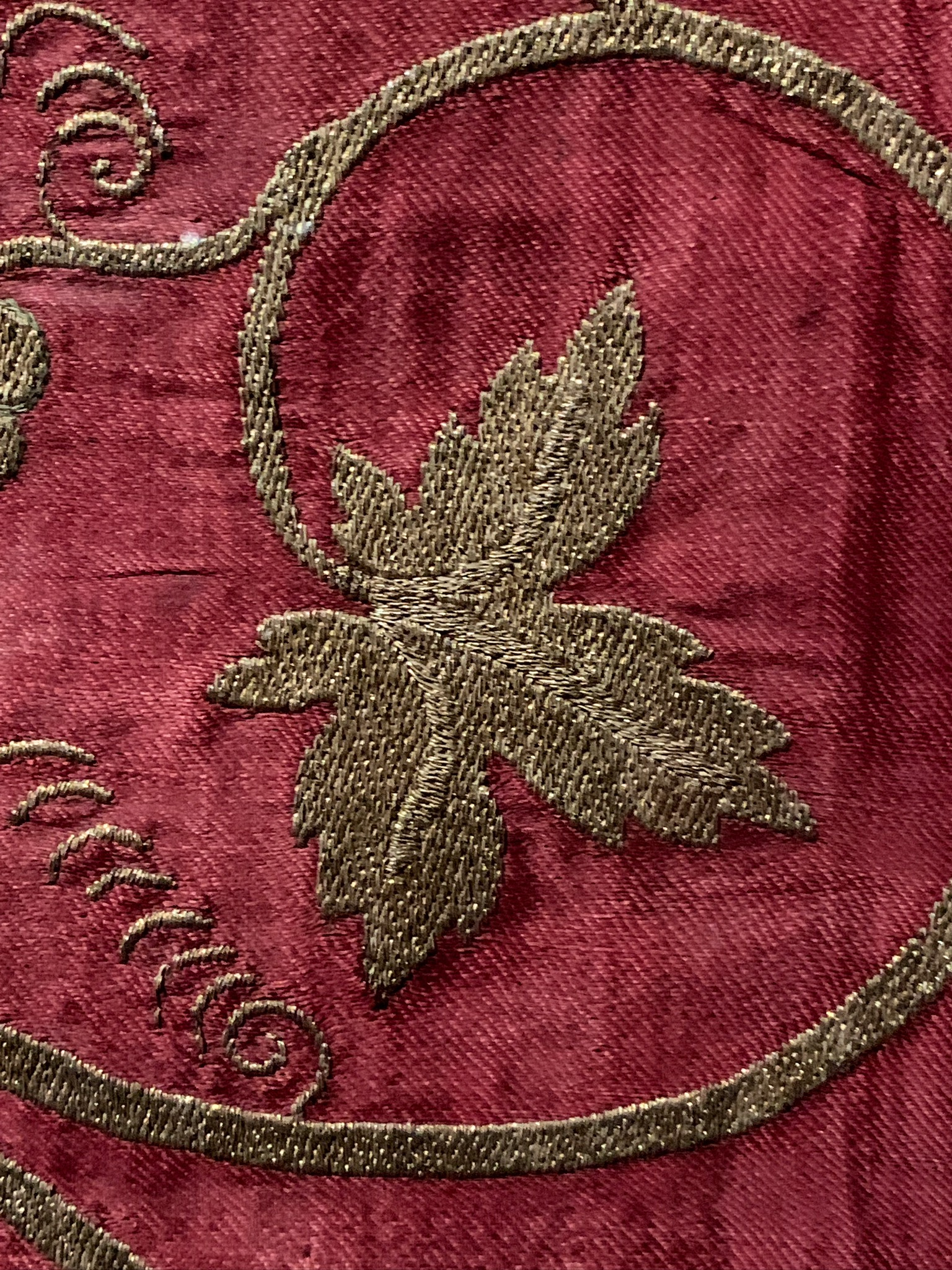
Ejemplo de la técnica empleada, Opus Anglicanum

La técnica empleada en la realización de la capa es el bordado, específicamente el opus anglicanum. Esta técnica era más compleja de lo que se piensa, ya que era necesario que los talleres tuvieran estrechas relaciones con pintores, a los cuales les encargaban los dibujos del bordado. Dichos dibujos se realizaban sobre cartones, y constituían la base del bordado.
Donald King, especialista en el bordado con ayuda de pinturas, asegura que la relación entre el pintor y el bordador debía ser muy estrecha, ya que el bordado necesitaba esa característica para ser realizado correctamente. 
Para la realización del bordado, el tejido se colocaba en un bastidor y se bordaba encima del dibujo realizado en el cartón. Es curioso que en los talleres de bordado había un especialista para cada parte de la decoración de la prenda, de manera que la persona que bordaba los fondos no se encargaba de bordar las figuras. 
Muchas veces, al finalizar el bordado de algunas figuras no se distinguía el rostro, por lo que se delineaban las caras con pintura. En esta capa los rostros de las figuras tienen ojos rasgados debido a los trazos delimitadores, generando en las figuras unas expresiones exageradas que ayudaban a que los bordados se vieran y fueran entendidos de lejos. 

## Estilo / Contexto cultural
La capa de Daroca se encuentra datada entre el 1300 (capa) y 1360 (orifrés), por lo que se contextualiza culturalmente entre la Baja Edad Media y los Reinos hispanocristianos. Destacar también que pertenece al estilo gótico.

## Restauraciones
Antes de la restauración, la capa se mostraba expuesta de manera vertical, abierta sobre un panel, y protegida por un cristal. La capa contiene en la parte superior del forro unas cintas de algodón de color blanco, cosidas con múltiples puntadas también de hilo de algodón, para asegurar la sujeción de la pieza.
Su estado de conservación es deficiente. Muestra una suciedad general y en todas sus partes se observan manchas de cera, óxido, desgaste, descosido, etc. Los puntos de sujeción mencionados han provocado una tensión en el tejido que ha derivado en deformaciones en diferentes partes de la obra. Gran parte de su deterioro se debe al sistema de exposición al que ha sido sometida. Se pueden observar agujeros originados por chinchetas o clavos que además han provocado numerosas manchas de óxido. Cuando posteriormente la capa fue reintegrada en su lugar de origen, se colocó de manera brusca y descuidada, provocando una visión irregular en esa parte de la capa, notorio mayormente en el forro azul del fondo.
Los bordados de seda se muestran muy descuidados debido a las finas puntadas con las que han sido realizados, llegando en algunas zonas a perder gran parte del color. El hilo metálico que recorría toda la capa, símbolo de riqueza, ha perdido gran cantidad de su lámina dorada, quedando únicamente la seda. Esta perdida de bordado deja ver el dibujo del fondo sobre el cual se ejecutó la obra, realizado en color negro, con breves apreciaciones de pintura rojiza para ayudarse con las gradaciones. En su reverso podemos observar distintos tejidos de diferentes calidades, utilizados para corregir lagunas. Estos se muestran cosidos de manera desordenada.
Como ha sido mencionado, el estado de conservación no es bueno. En el forro se observan numerosas manchas, decoloraciones, y descosidos. Y en su anverso se distinguen numerosos parches de diferentes tamaños y colores, cosidos al forro con hilo de lino, lo que hace que se observen puntadas por toda la capa. Su restauración fue autorizada en febrero de 1997. El tratamiento realizado para su mejora constó de varias partes. En el forro, se eliminaron los elementos que provocaban en la capa un mal aspecto como recosidos, costuras, puntadas o parches. Para enfatizar las técnicas realizada en la restauración, se llevó a cabo una limpieza y lavado con agua desmineralizada y jabón neutro, por medio de esponjas naturales.

## Contenido

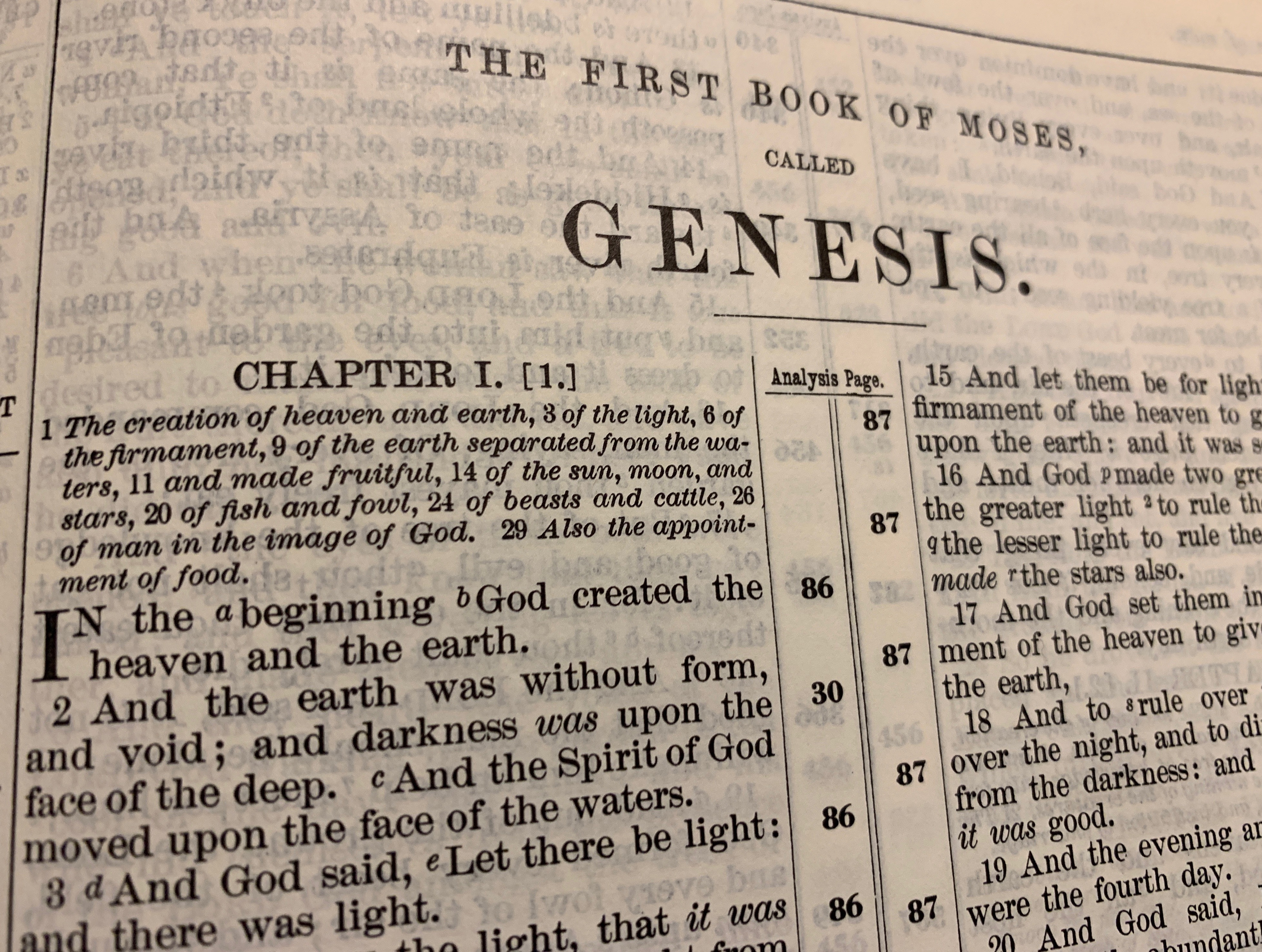
Fotografía del inicio de Génesis en la Biblia

Esta capa pluvial se compone de quince escenas. Dichas escenas se encuentran dentro de cuadrados cuatrilobulados, que a su vez, a cada lado, tienen un lóbulo. Se dividen en doce escenas laterales y tres centrales que a su vez se divide en tres franjas. Las representaciones laterales se leen en horizontal y tienen forma de S, que comienza en la parte derecha y acaba en la izquierda. Estas escenas laterales representan el inicio del Génesis, tema poco usado en los bordados ingleses. Sólo se ha encontrado otra capa con estas características del mismo estilo, actualmente desaparecida, aunque hay constancia de ella en escritos. 
El análisis de las obras se llevará a cabo en el orden mencionado anteriormente. La primera representación se califica como Primer Día de la Creación. Para Christie, ese medallón ha sido cambiado de lugar, ya que para él es el Séptimo Día, aunque para otros autores sea el Primero . En esta escena aparecen tres figuras, siendo una de ellas Dios, por todos los atributos empleados en la representación del mismo en la época bajo medieval y anteriores al siglo XIV. Esta figura ayuda a levantarse a Eva de las costillas de Adam. 
La segunda representación se titula Segundo Día, correspondiente con la creación de la luz y la separación de las aguas y el cielo. En la representación aparece Dios con un libro en la mano izquierda mientras con la derecha bendice. El Tercer Día es la tercera representación, que equivale a la separación de las aguas y de la tierra y la creación del mundo vegetal. En esta escena la figura tiene a su izquierda algunas ramas de árboles y a la derecha la separación de las aguas en la tierra. 
La creación del firmamento, el sol y la luna o Cuarto Día es la siguiente representación expuesta en la capa. Esta escena es una de las más deterioradas, ya que es difícil distinguir que a los lados de Dios aparecen el sol y la luna con un ángel arrodillado en actitud orante a cada lado. En el Quinto Día se crearon los animales de agua y de aire. En esta escena se representa al creador bendiciendo nuevamente. A su derecha aparecen cigüeñas, gallinas y palomas, representado los animales de aire, mientras que a su izquierda aparecen peces y algún que otro animal acuático fantástico, siendo estos los representantes del agua.
La creación de los animales terrícolas y del hombre equivale al Sexto Día. Esta escena al estar en la parte inferior está cortada y falta una parte, debido al deterioro. La representación de la misma contiene al creador en el centro. A su derecha aparecen distintos animales como un ciervo, un león, un unicornio y un elefante. A sus pies, Adán, del que solo se puede distinguir la cabeza, está durmiendo y siendo bendecido por Dios. Una vez finalizada la parte superior de la S, analizada de derecha a izquierda, continuamos con la siguiente franja que esta vez se analiza de izquierda a derecha. La creación de Eva, según San Pablo y varios teólogos, es un símbolo de la salida de la iglesia de las costillas de Cristo. En esta escena podemos ver a Eva saliendo del costado izquierdo de Adán. Esta es ayudada por Dios mientras bendice con la mano derecha. 
La siguiente escena se llama La admonición divina, también conocida como el Árbol del Bien y del Mal. En este medallón, en la parte izquierda se encuentra Dios prohibiendo a Adán y Eva comer los frutos del árbol. Los cuerpos de las figuras son de difícil interpretación. 
La octava escena se llama El pecado original. En ella aparecen los personajes, Adán y Eva, situados en la parte izquierda, y en la derecha el Árbol del Bien y del Mal. Adán aparece comiendo el fruto, mientras que Eva tiene cara de arrepentimiento. En el árbol aparece una serpiente enroscada y tiene cabeza humana.  
La expulsión del Paraíso, siendo la novena escena, es representada con un ángel, el cual porta una espada en la mano y se encuentra en la puerta del Edén, expulsando a Adán y Eva. 
Por último, en la última franja, interpretada de derecha a izquierda, solo se conservan dos medallones con escenas representativas. 

Las dos escenas representadas son El castigo del trabajo y La muerte de Abel. En el primer medallón aparecen Adán y Eva vestidos. Adán lleva una túnica y aparece trabajando la tierra con un arado, mientras que Eva se encuentra hilando y lleva la misma túnica 

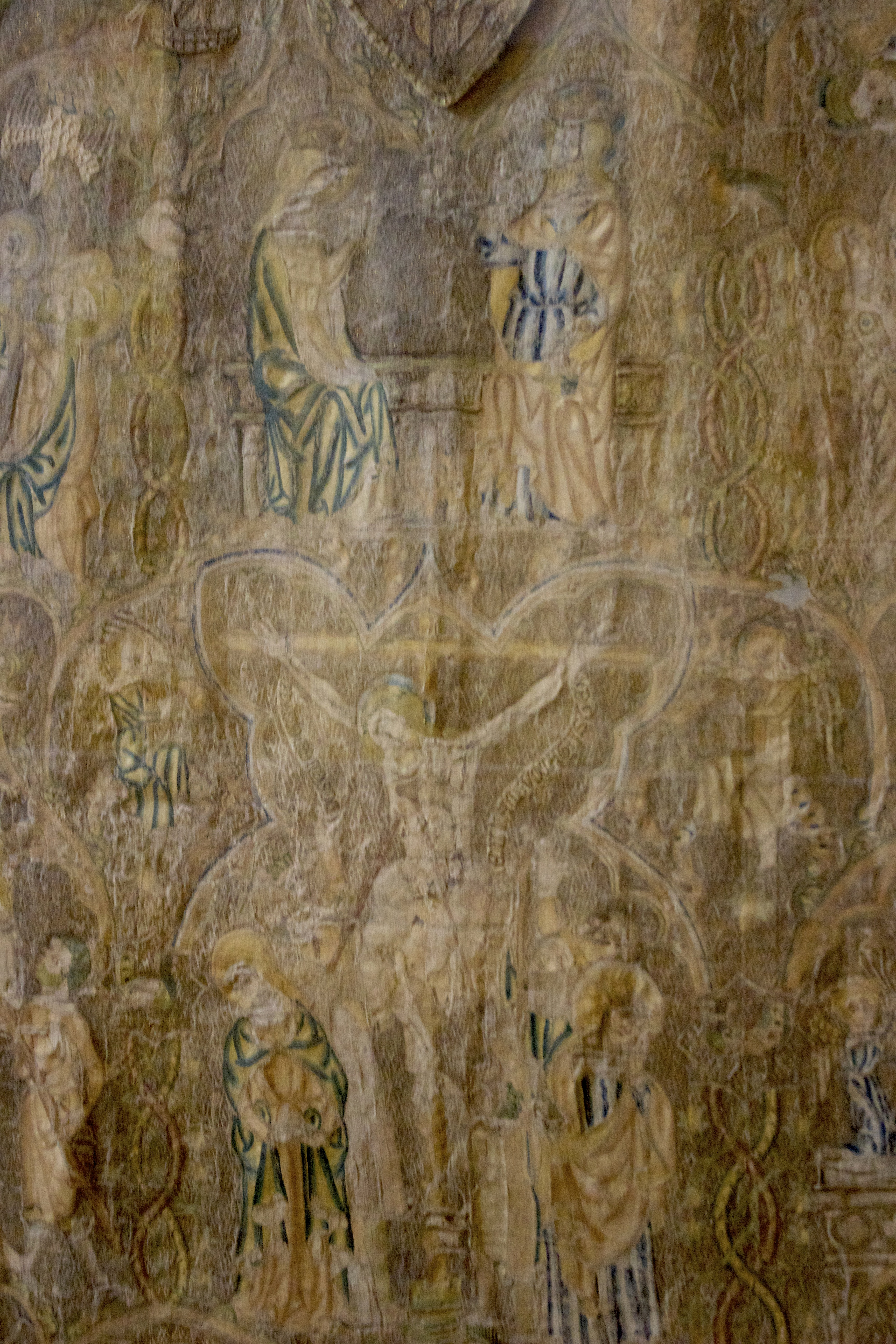
Capa de Daroca, Medallón de la Crucifixión

que Adán, pero con una toca cubriendo su cabeza. Entre ellos se observa la representación de un niño en una cuna, simbolizando el castigo. El segundo medallón representa el sacrificio de Abel al Señor. En el centro aparece Caín matando a su hermano Abel, quien a su vez está bendecido por la mano divina. 
Una vez finalizado el análisis de los laterales, las tres escenas representadas en la zona central de la capa se analizan en orden ascendente, es decir, de abajo a arriba. 
La Anunciación es una escena donde aparece el Arcángel Gabriel junto a la Virgen, frente a frente de pie, separados por un jarrón con tres lirios que simboliza la pureza del acto. El Arcángel Gabriel lleva en su mano derecha una filacteria con la frase: “Ave Maria gratia plena”. El jarrón de lirios en el suelo sólo se representa en las escenas de la Anunciación de países no pertenecientes al mediterráneo. 
Otro de los medallones representa la Crucifixión. Esta escena está ubicada en el centro de la capa. Se basa en la representación muy simplificada y simétrica de este acontecimiento. En esta escena solo salen acompañando a Cristo, la Virgen y San Juan Evangelista. En este caso, y muy empleado en el bordado inglés, la cruz es representada con un tronco de árbol vivo con sus ramas, simbolizando el árbol de la vida. En lo que respecta a la representación de Cristo en la iconografía de finales del siglo XIII, los pies de Cristo están uno encima del otro atravesados por un solo clavo y las rodillas cubiertas por un perizonium. Por último, mencionar la adoración a Cristo por los ángeles. Aparece Cristo sentado en un trono con un orbe entre las manos y adorado por tres ángeles. En esta escena, Cristo tiene un ligero parecido a la representación de Dios en la escena de la Creación.